# Francis Gillot
Pour les articles homonymes, voir Gillot.
Francis Gillot est un footballeur puis entraîneur français, né le 9 février 1960 à Villers-Sire-Nicole dans le département du Nord. Il évolue au poste de défenseur central de la fin des années 1970 au milieu des années 1990.
Formé à l'US Valenciennes-Anzin, il rejoint ensuite le RC Lens où il fait la majorité de sa carrière. Il joue également dans les rangs du RC Strasbourg et du FC Mulhouse.
Il devient ensuite entraîneur et devient en 2005 entraîneur principal du RC Lens, poste qu'il occupe jusqu'en 2007. Il s'engage ensuite au FC Sochaux jusqu'en 2011. De 2011 à 2014, il dirige les Girondins de Bordeaux avec qui il remporte la Coupe de France en 2013.

## Biographie

### Joueur
Né dans le Nord en 1960, Francis Gillot, après des débuts à l'US Villers-Sire-Nicole rejoint l'US Valenciennes-Anzin où il poursuit sa formation dans les rangs juniors. Il intègre les rangs professionnels en 1978 et dispute au total 103 matchs pour sept buts inscrits jusqu'en 1982.
En 1982, Francis Gillot rejoint les rangs du RC Lens et dispute avec ce club 158 rencontres et marque 10 buts. 
En 1988, il quitte le Nord-Pas-de-Calais pour un an, en direction du Racing Club de Strasbourg où il dispute 23 matchs pour 2 buts avant de revenir à Lens.
En 1993, il fait un passage éclair d'une saison au FC Mulhouse et termine sa carrière de footballeur en 1996 au FC Montauban.
Il a disputé dans sa carrière de joueur 418 matchs, et inscrit 28 buts.

### Entraîneur
Après avoir commencé sa carrière d'entraîneur en s'occupant des jeunes au FC Sochaux avec lequel il est finaliste du championnat de France des moins de 17 ans en 1998, il rejoint le RC Lens pour seconder Joël Muller à la tête de l'équipe première en 2005. Il occupe ensuite la place d'entraîneur après le licenciement de Muller. 
Son jeu offensif, son franc-parler et sa confiance envers les jeunes joueurs sont appréciés par les dirigeants et les supporteurs, ces derniers lui reprochant cependant parfois un coaching quelque peu déconcertant. En 2006, il entame sa troisième saison avec le RC Lens, après avoir accroché une 4e place à l'issue du précédent exercice. Malgré un début de saison tonitruant, son club ne termine que 5e de L1. Il démissionne de son poste le 28 mai 2007 après que le Racing eut raté la qualification pour la Ligue des champions lors de la dernière journée, après avoir été sur le podium pendant la plus grande partie de la saison. Après son départ du banc de touche, il occupe un poste de superviseur/recruteur au Racing jusqu'en décembre 2007.
En janvier 2008, il reprend en main le FC Sochaux-Montbéliard, alors relégable après le départ de Frédéric Hantz. 
Il joue son premier match avec sa nouvelle équipe en Coupe de France contre Maubeuge. 
Fin novembre 2008 et alors que le club est en difficulté, il prolonge son contrat au FC Sochaux jusqu'en 2012. À l'issue de la saison 2010-2011, Francis Gillot est nommé dans la catégorie « meilleur entraîneur de Ligue 1 » aux Trophées UNFP du football, trophée remporté finalement par Rudi Garcia.
En juin 2011, il décide de s'engager avec les Girondins de Bordeaux afin de poursuivre une logique de progression. René Lobello et Alain Bénédet le rejoignent comme entraîneurs-adjoints. Malgré un début de saison 2011-2012 compliqué, son équipe termine le championnat à une belle 5e place, qualificative pour la Ligue Europa, notamment grâce à une série de 6 victoires consécutives, lors des 6 dernières journées de la saison. En janvier 2013, Francis Gillot signe de nouveau un contrat de deux ans supplémentaires avec le club aquitain, soit jusqu'en 2015. Le 31 mai 2013, à l'issue d'une saison longue (57 matchs joués) et chaotique (24 victoires, 20 nuls et 13 défaites), il remporte la Coupe de France de football, premier titre de sa carrière d’entraîneur et que les Girondins de Bordeaux attendaient depuis 1987. 
Par ailleurs, lors de cette saison Gillot a emmené le club jusqu'en huitième de finale de Ligue Europa, ne perdant que contre le finaliste de l'épreuve, le Benfica Lisbonne. Finalement, le 11 mai 2014, il annonce, comme pressenti depuis un certain temps, que son contrat ne sera pas prolongé et qu'il quittera les Girondins à l'issue de la saison.
Le 4 décembre 2014, il s'engage pour un an, plus une autre année en option au Shanghai Greenland Shenhua. Le 30 novembre 2015, après la défaite de son club en finale de la Coupe de Chine, il décide de ne pas honorer sa seconde saison optionnelle. Fin décembre 2015, il est contacté par le VAFC pour remplacer David Le Frapper au poste d'entraîneur mais il décline la proposition.
Le 1er juin 2017, il est nommé entraîneur de l'AJ Auxerre, club de football français évoluant en Ligue 2, succédant à Cédric Daury, devenu directeur sportif. Le 9 décembre 2017, à la suite d'une défaite 1-2 à domicile face à Châteauroux, il met fin à son contrat avec l'AJ Auxerre. Il restera sur un bilan de 5 victoires, 4 nuls et 9 défaites en 18 matchs de Ligue 2,.
En 2019, Francis Gillot rejoint la direction technique national (DTN) pour être responsable de la formation des cadres et plus particulièrement du suivi du BEPF (Brevet d'entraîneur professionnel de football).

## Carrière

### Joueur
- 1970-1974 :  US Villiers-Sire-Nicole
- 1974-1982 :  US Valenciennes-Anzin
- 1982-1988 :  RC Lens
- 1988-1989 :  RC Strasbourg
- 1989-1993 :  RC Lens
- 1993      :  FC Mulhouse
- 1993-1996 :  Montauban FC

### Entraîneur
- 1996-1997 :  FC Sochaux-Montbéliard (entraîneur des U15)
- 1997-octobre 1998 :  FC Sochaux-Montbéliard (entraîneur des U17)
- Octobre 1998-1999 :  FC Sochaux-Montbéliard (entraîneur-adjoint de Philippe Anziani)
- 1999-2000 :  FC Sochaux-Montbéliard (entraîneur-adjoint de Jean Fernandez)
- 2000-2002 :  FC Sochaux-Montbéliard (entraîneur des U17)
- 2002-2003 :  FC Sochaux-Montbéliard (entraîneur des U18)
- 2003-2004 :  Al Al-Aïn FC (entraîneur au centre de formation)
- 2004-janvier 2005 :  RC Lens (entraîneur-adjoint de Joël Muller)
- Janvier 2005 à mai 2007 :  RC Lens (entraîneur)
- Mai 2007-décembre 2007 :  RC Lens (recruteur)
- Janvier 2008-2011 :  FC Sochaux-Montbéliard (entraîneur)
- 2011-2014 :  Girondins de Bordeaux (entraîneur)
- 2017-déc. 2017 :  AJ Auxerre (entraîneur)

## Palmarès d'entraîneur
- Champion de France des U17 en 2003 avec le FC Sochaux-Montbéliard.
- Vainqueur de la Coupe Intertoto en 2005 avec le RC Lens.
- Vainqueur de la Coupe de France en 2013 avec les Girondins de Bordeaux.
- Finaliste du Trophée des Champions en 2013 avec les Girondins de Bordeaux.
- Finaliste de la Coupe de Chine en 2015 avec le Shanghai Shenhua.

## Statistiques

### Joueur
- 287 matchs pour 18 buts inscrits en Division 1.

### Entraîneur
- Premier match dirigé en Ligue 1, le 26 janvier 2005, Lens - Caen (0-1).
- 36 matchs dirigés en Coupe UEFA : 18 avec le RC Lens et 18 avec les Girondins de Bordeaux.
- 8 matchs dirigés en Coupe Intertoto avec le RC Lens.
- 339 matchs dirigés en Ligue 1 : 92 avec le RC Lens, 133 avec le FC Sochaux-Montbéliard et 114 avec les Girondins de Bordeaux.
- 30 matchs dirigés en Chinese Super League au Shanghai Shenhua.
- 17 matchs dirigés en Ligue 2 à l'AJ Auxerre.

Le tableau suivant récapitule les statistiques de Francis Gillot durant sa carrière d'entraîneur en club, au 9 décembre 2017.
| Saison                | Club                   | Championnat           | Championnat | Championnat | Championnat | Championnat | Coupes nationales | Coupes nationales | Coupes nationales | Coupes nationales | Coupes continentales | Coupes continentales | Coupes continentales | Coupes continentales | Coupes continentales | Supercoupe | Supercoupe | Supercoupe | Supercoupe | Total | Total | Total | Total | % Victoires |
| Saison                | Club                   | Division              | M           | V           | N           | D           | M                 | V                 | N                 | D                 | Type                 | M                    | V                    | N                    | D                    | M          | V          | N          | D          | M     | V     | N     | D     | % Victoires |
| --------------------- | ---------------------- | --------------------- | ----------- | ----------- | ----------- | ----------- | ----------------- | ----------------- | ----------------- | ----------------- | -------------------- | -------------------- | -------------------- | -------------------- | -------------------- | ---------- | ---------- | ---------- | ---------- | ----- | ----- | ----- | ----- | ----------- |
| janv. 2005-2005       | RC Lens                | Ligue 1               | 16          | 8           | 3           | 5           | 1                 | 0                 | 0                 | 1                 | -                    | -                    | -                    | -                    | -                    | -          | -          | -          | -          | 17    | 8     | 3     | 6     | 47.06%      |
| 2005-2006             | RC Lens                | Ligue 1               | 38          | 14          | 18          | 6           | 3                 | 1                 | 0                 | 2                 | CI C3                | 16                   | 9                    | 5                    | 2                    | -          | -          | -          | -          | 57    | 24    | 23    | 10    | 42.11%      |
| 2006-2007             | RC Lens                | Ligue 1               | 38          | 15          | 12          | 11          | 6                 | 3                 | 1                 | 2                 | C3                   | 10                   | 4                    | 3                    | 3                    | -          | -          | -          | -          | 54    | 22    | 16    | 16    | 40.74%      |
| 2005-2007             | Total Lens             | -                     | 92          | 37          | 33          | 22          | 10                | 4                 | 1                 | 5                 | -                    | 26                   | 13                   | 8                    | 5                    | -          | -          | -          | -          | 128   | 54    | 42    | 32    | 42.19%      |
| janv. 2008-2008       | FC Sochaux-Montbéliard | Ligue 1               | 19          | 7           | 7           | 5           | 3                 | 1                 | 1                 | 1                 | -                    | -                    | -                    | -                    | -                    | -          | -          | -          | -          | 22    | 8     | 8     | 6     | 36.36%      |
| 2008-2009             | FC Sochaux-Montbéliard | Ligue 1               | 38          | 10          | 12          | 16          | 3                 | 1                 | 0                 | 2                 | -                    | -                    | -                    | -                    | -                    | -          | -          | -          | -          | 41    | 11    | 12    | 18    | 26.83%      |
| 2009-2010             | FC Sochaux-Montbéliard | Ligue 1               | 38          | 11          | 8           | 19          | 5                 | 3                 | 0                 | 2                 | -                    | -                    | -                    | -                    | -                    | -          | -          | -          | -          | 43    | 14    | 8     | 21    | 32.56%      |
| 2010-2011             | FC Sochaux-Montbéliard | Ligue 1               | 38          | 17          | 7           | 14          | 4                 | 2                 | 0                 | 2                 | -                    | -                    | -                    | -                    | -                    | -          | -          | -          | -          | 42    | 19    | 7     | 16    | 45.24%      |
| 2008-2011             | Total Sochaux          | -                     | 133         | 45          | 34          | 54          | 15                | 7                 | 1                 | 7                 | -                    | -                    | -                    | -                    | -                    | -          | -          | -          | -          | 148   | 52    | 35    | 61    | 35.14%      |
| 2011-2012             | Girondins de Bordeaux  | Ligue 1               | 38          | 16          | 13          | 9           | 4                 | 0                 | 2                 | 2                 | -                    | -                    | -                    | -                    | -                    | -          | -          | -          | -          | 42    | 16    | 15    | 11    | 38.10%      |
| 2012-2013             | Girondins de Bordeaux  | Ligue 1               | 38          | 13          | 16          | 9           | 7                 | 5                 | 1                 | 1                 | C3                   | 12                   | 6                    | 3                    | 3                    | -          | -          | -          | -          | 57    | 24    | 20    | 13    | 42.11%      |
| 2013-2014             | Girondins de Bordeaux  | Ligue 1               | 38          | 13          | 14          | 11          | 4                 | 2                 | 1                 | 1                 | C3                   | 6                    | 1                    | 0                    | 5                    | 1          | 0          | 0          | 1          | 49    | 16    | 15    | 18    | 32.65%      |
| 2011-2014             | Total Bordeaux         | -                     | 114         | 42          | 43          | 29          | 15                | 7                 | 4                 | 4                 | -                    | 18                   | 7                    | 3                    | 8                    | 1          | 0          | 0          | 1          | 148   | 56    | 50    | 42    | 37.84%      |
| 2015                  | Shanghai Shenhua       | CSL                   | 30          | 12          | 6           | 12          | 7                 | 4                 | 2                 | 1                 | -                    | -                    | -                    | -                    | -                    | -          | -          | -          | -          | 37    | 16    | 8     | 13    | 43.24%      |
| 2015                  | Total Shanghai         | -                     | 30          | 12          | 6           | 12          | 7                 | 4                 | 2                 | 1                 | -                    | -                    | -                    | -                    | -                    | -          | -          | -          | -          | 37    | 16    | 8     | 13    | 43.24%      |
| 2017-2018             | AJ Auxerre             | Ligue 2               | 18          | 5           | 4           | 9           | 3                 | 2                 | 1                 | 0                 | -                    | -                    | -                    | -                    | -                    | -          | -          | -          | -          | 21    | 7     | 5     | 9     | 33.33%      |
| 2017-                 | Total Auxerre          | -                     | 18          | 5           | 4           | 9           | 3                 | 2                 | 1                 | 0                 | -                    | -                    | -                    | -                    | -                    | -          | -          | -          | -          | 21    | 7     | 5     | 9     | 33.33%      |
| Total sur la carrière | Total sur la carrière  | Total sur la carrière | 387         | 141         | 120         | 126         | 50                | 24                | 9                 | 17                | -                    | 44                   | 20                   | 11                   | 13                   | 1          | 0          | 0          | 1          | 482   | 185   | 140   | 157   | 38.38%      |